# Йосеф, Ицхак
Ицхак Йосеф (ивр. יצחק יוסף‎, род. 16 января 1952, Иерусалим) — главный сефардский раввин Израиля (известный как Ришон-ле-Цион) с 2013 по 2024 год), рош-ешива Хазон Овадия. Редактор сборника книг по галахе (еврейскому закону) под названием «Ялкут Йосеф», основанных на галахических постановлениях его отца, раввина Овадьи Йосефа.
Йосеф — сын Овадии Йосефа, бывшего главного раввина Израиля, и основывает свои галахические постановления на методологии своего отца. Его книги считаются основополагающими среди широких слоев сефардских евреев в Израиле и во всем мире. За эти книги он получил премию раввина Толедано от Религиозного совета Тель-Авива, а также премию Рава Кука.